# Поставки оружия Ирландской республиканской армии
Поставка оружия Ирландской республиканской армии началась в 1970-е годы с целью оказания помощи ирландским повстанцам в борьбе с британской властью в Северной Ирландии. Оружие получало преимущественно «временное» крыло ИРА.
В поставках принимали участие представители ирландской общины США, власти Ливии, баскские сепаратисты и иные организации. Объём поставок снизился в конце активной фазы вооружённого конфликта, а в 2000-е годы поставки почти полностью прекратились.

## Поставки по странам

### США
В самом начале конфликта (1969—1972 годы) ИРА была вооружена очень плохо: оружие, которое у них было в распоряжении, использовалось ещё во время Пограничной кампании 1956—1962 годов, но к моменту начала вооружённого конфликта оно почти полностью устарело и было непригодно и неэффективно для использования в новых условиях. В 1969 году ИРА раскололась на «официальное» и «временное» крылья, и Временная ИРА присвоила себе почти всё оружие, которое было у ИРА. В большинстве своём это было оружие времён Второй мировой войны:
- британские винтовки Lee-Enfield;
- американские винтовки M1 Garand (использовались летом 1976 года при обстреле британских патрулей в Южном Арма; применялись бронебойные пули)[6];
- немецкие пистолеты-пулемёты MP-40;
- американские пистолеты-пулемёты Thompson;
- британские пулемёты BREN;
- британские револьверы Webley.

Чтобы продолжать успешно действовать, ИРА необходимо получать новое огнестрельное оружие, вследствие чего ирландцам приходилось грабить склады армий Великобритании и Республики Ирландия. К 1969 году это уже стало невозможным, и ирландцы занялись импортом оружия. К 1972 году у повстанцев скопилось достаточное количество единиц огнестрельного оружия — в основном это были автоматы компании Armalite, производившиеся в США. Автомат AR-18 благодаря своим компактным размерам, раскладному прикладу, высокой скорострельности и убойной силе идеально подходил для проведения операций ИРА.
Главным поставщиком оружия был ветеран ИРА Джордж Гаррисон, осевший в Нью-Йорке в 1938 году и возглавивший комитет помощи Северной Ирландии NORAID. Он закупал оружие у корсиканского поставщика Джордже де Мео, у которого были связи в организованной преступности. Посредником в этих сделках выступал Джо Кэхилл. Первый заказ был доставлен из США повстанцам в 1969 году: 70 единиц оружия (в основном винтовки M1 Garand, пистолеты-пулемёты M3 и несколько типов пистолетов) и 60 тысяч патронов. В 1971 году по распоряжению Брендана Хьюза, одного из лидера ИРА, сидевшего в тюрьме Лонг-Кеш, на лайнер Queen Elizabeth II, шедший из Нью-Йорка в Саутгемптон, ирландские члены экипажа тайно загрузили партию из 100 автоматов AR-15 и AR-180. Помимо автоматов AR-15 и AR-180, из США в Ирландию поставлялись состоявшие на вооружении американских войск автоматы M16 и CAR-15, а также пистолеты производства компаний Browning и Smith & Wesson. Всего в 1970-е годы Гаррисон закупил более 2500 образцов оружия для ИРА на сумму в 1 миллион долларов США.
В 1971 факт поставок оружия из США был раскрыт Королевской полицией Ольстера: ею были изъяты более чем 700 единиц огнестрельного оружия, 157 тысяч патронов и 2 тонн взрывчатки американского производства; полиция Ирландии, в свою очередь, во время досмотра одного американского судна в порту Дублина обнаружила шесть ящиков с патронами типа 5,56x45. ФБР стало срывать одну за другой сделки: в 1974 году сорвалась закупка 100 автоматов M16 ирландскими повстанцами. Помимо закупок, ирландцы не гнушались и грабежами: в 1977 году ими была ограблена американская военная база, откуда они вывезли партию пулемётов M60, автоматов M16 и ПТРК Alcotán-100; в 1978 году ими были разграблены несколько баз Корпуса морской пехоты США, и оттуда вывезли более 500 тысяч патронов калибра 5,56x45 в Ирландию. Более того, некоторые из американских солдат сами отдавали добровольно ирландцам оружие: в 1979 году один из участников войны во Вьетнаме передал ирландцам 150 единиц оружия (2 пулемёта M60, 15 автоматов M16, группа винтовок M14 и автоматов АК-47) и 60 тысяч патронов к ним, а весь груз отправился на корабле в Ирландию.

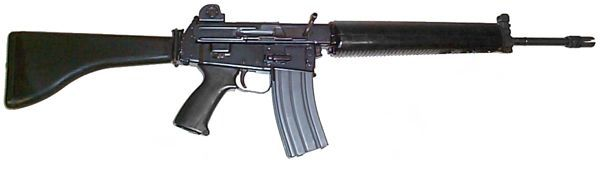
Автомат AR-18, один из наиболее распространённых в арсенале ИРА

В конце 1970-х годов Габриэль Мегахи, ещё один повстанец, прибыл в США с целью закупок оружия и приобрёл не только образцы AR-15, но и несколько автоматов и пистолетов-пулемётов компании Heckler & Koch: доставить их помогли представители ирландских общин. Однако к тому моменту борьба ФБР против контрабанды уже обрела серьёзный размах: в 1981 году Гаррисона поймали агенты ФБР при попытке сбыть 350 пистолетов-пулемётов MAC-10 и 12 автоматов АК, хотя тот в итоге был оправдан. В 1982 году в Ньюарке, штат Нью-Джерси, таможня арестовала четверых боевиков ИРА и конфисковала 50 единиц огнестрельного оружия вместе с детонаторами и электронными устройствами для маскировки бомб; а на американо-канадской границе арестовали пять человек, пытавшихся вывезти оружие в Ирландию, и раскрыли более 200 тайников. В том же году Мегахи был арестован по обвинению в попытке сбыть ирландцам несколько новых ПЗРК и получил семь лет лишения свободы.
Через год ФБР сорвало ещё одну поставку взрывчатки в Ирландию, но самую крупную операцию провело только в 1984 году. Правительство Ирландии получило сообщение от американцев, что на некоем ирландском рыболовном траулере из США в Ирландию собирались провезти оружие. Стараниями Шона О'Каллагана, информатора ирландской полиции в рядах ИРА, удалось установить, что это траулер «Marita Ann». Ирландская береговая охрана при помощи трёх вооружённых кораблей загнала траулер к побережью графства Керри и после предупредительных выстрелов вынудила моряков сдаться. Было конфисковано 5,7 т военного груза, куда входили медикаменты, обучающие книги и средства связи, а также 7 т оружия (в основном автоматы M16A2 и пистолеты-пулемёты MAC-10).  Подозрения в незаконном провозе оружия пали на преступную группировку ирландца Уинтера Хилла из Южного Бостона. По итогам этой операции ФБР совместно с ирландскими спецслужбами нанесло мощный удар по контрабандистам.
ФБР продолжило борьбу против поставок оружия в Ирландию: в 1985 году в Колорадо был пойман и депортирован из штатов гражданин Ирландии — пособник ИРА. В 1988 году несколько сотрудников таможни США внедрились в преступное подполье, оформив заказ на покупку оружия у дилера из Алабамы и отправив за решётку двух его подельников. В 1990 году в Бостоне состоялся суд над повстанцами ИРА и сотрудниками НАСА, которые по предварительному сговору пытались продать секретные электронные устройства и части комплексов ПЗРК в Ирландию. Операция по их поимке велась с 1982 года. В том же году в Майами арестовали несколько человек, пытавшихся вывезти FIM-92 Stinger.
В 2001 году после терактов 11 сентября поставка оружия из США и финансовая поддержка ИРА значительно сократились. Специальный представитель США в Северной Ирландии Ричард Хаас находился в Дублине в день терактов и собирался выступить с докладом о связях ИРА с колумбийской военизированной группировкой ФАРК, но после известий о теракте сделал заявление, в котором призвал ирландских республиканцев немедленно сложить оружие и приступить к мирным переговорам.

### Ливия
Власти Ливии во главе с Муаммаром Каддафи симпатизировали ирландцам и также поставляли им оружие. Первое ливийское судно с оружием прибыло в Ирландию в 1972 году: на нём были 10 единиц огнестрельного оружия и большой запас взрывчатки. А с 1985 по 1986 годы четыре корабля прибыли в Ирландию, доставив повстанцам множество пулемётов, более тысячи автоматов, несколько сотен пистолетов, гранатомётов, огнемётов, ПЗРК и даже взрывчатки «Семтекс», которая по мощности превосходила многие другие взрывчатые вещества. Согласно британскому журналисту Тоби Харндену, с 1986 по 2011 годы ИРА изготавливала бомбы исключительно на основе запасов ливийской взрывчатки.
Первая поставка оружия из Ливии произошла ещё в 1972—1973 годах, когда туда наведался Джо Кэхилл. В начале 1973 года Правительство Ирландии узнало, что судно «Claudia» везёт оружие: обнаружили корабль 27 марта, 28 марта три корабля береговой охраны Ирландии бросились в погоню за кораблём и задержали его у мыса Хельвик в графстве Уотерфорд, конфисковав 5 тонн оружия и боеприпасов: 250 пистолетов советского производства, 240 винтовок, противотанковые мины и другую взрывчатку. Кэхилла арестовали на борту. Считается, что три похожих корабля в то время успели прорваться к берегам Ирландии. По мнению журналиста Эда Молони, именно благодаря Ливии в руки повстанцев попали РПГ-7, за что ИРА отблагодарили Каддафи суммой от 3 до 5 миллионов долларов США.
Контакт с Ливией был разорван в 1976 году, но был восстановлен после голодовки 1981 года, которая впечатлила Каддафи. В 1980-е годы корабли снова пошли в Ирландию: на каждом из них было столько оружия, что им можно было вооружить как минимум два батальона пехоты. Ливия пошла на такие шаги, чтобы отомстить США и блоку НАТО за бомбардировки Триполи и Бенгази, которые, в свою очередь, стали ответом на теракт в Берлине в 1986 году. Самолёты ВВС США, бомбившие Ливию, взлетали с британских баз, а в результате авианалёта погибли 60 человек. В число поставляемых ливийцами оружия входили:

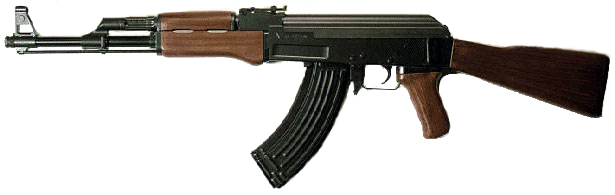
Автомат Калашникова, более тысячи экземпляров которого было поставлено ирландцам из Ливии

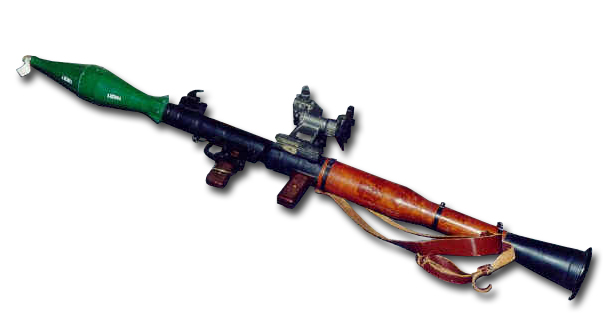
РПГ-7

- пистолеты Browning, Taurus, Glock и Beretta;
- автоматы АК и АКМ;
- пистолеты-пулемёты MP5 и Beretta M12;
- гранатомёты РПГ-7;
- пулемёты ДШК и FN MAG;
- огнемёты;
- взрывчатка «Семтекс»;
- переносные зенитно-ракетные комплексы «Стрела-2».

1 ноября 1987 года во время перевозки оружия в Ирландию французским флотом было задержано судно «Eskund» в Бискайском заливе: на нём обнаружили запасы оружия, которые составляли примерно треть от всего когда-либо поставленного в Ирландию. На борту находились пять человек, в том числе Габриэль Клири. По одним данным, на судне обнаружили 120 т оружия: тяжёлые пулемёты, 36 гранатомётов, 1000 детонаторов, 20 ПЗРК, Семтекс и миллион патронов; по другим данным — 300 т оружия, из них 150 т румынского производства (АКМ, SA-7, Семтекс, РПГ-7, Taurus). Молони утверждал, что на корабле были миномёты калибром до 106 мм, что отрицают ирландцы. Несмотря на этот скандал, ИРА не понесла серьёзных убытков: к 1992 году им удалось получить даже больше, чем необходимо, оружия, в том числе и 60 автоматов АК-47. Четыре корабля до перехвата «Эскунда» незамеченными прошли в территориальные воды Великобритании, что стало грандиозной неудачей для британской и ирландской разведок, по мнению журналиста Брендана О'Брайана:
- Траулер Casamara отплыл в сентябре 1985 года с мальтийского острова Гоцо, доставил в Арклоу 10 тонн оружия: из них 500 ящиков с АК-47, пистолетам, гранатами, боеприпасами и ещё 7 гранатомётов РПГ-7.
- Casamara был переименован в Kula и 6 октября 1985 года снова отплыл с Мальты, доставив ирландцам партию пулемётов ДШК
- В июле 1986 года 14 тонн груза, среди которых были 2 ПЗРК, были доставлены ИРА.
- В октябре 1986 года корабль Villa доставил тонну взрывчатки Семтекс, 10 ПЗРК, несколько гранатомётов РПГ-7, автоматов АК-47 и сотни тысяч боеприпасов[32].

Общая стоимость всего поставленного оружия превысила 2 миллиона фунтов стерлингов. В 1988 году ирландская полиция начала массово находить тайники с ливийским оружием: в руки оперативников попали АК-47, ДШК, FN MAG, Семтекс и другой военный груз. В 1996 году издание Jane's Intelligence Review установило личность одного из посредников, занимавшихся поставкой оружия ИРА из Ливии: это был капитан Эдриан Хопкинс.
Родственники многих погибших обвиняли не только ИРА, но и само правительство Ливии в организации убийств и терактов. 31 октября 2009 года делегация из Северной Ирландии прибыла в Триполи, чтобы обсудить с ливийцами вопрос о компенсации морального ущерба родственникам жертв конфликта в Северной Ирландии.

### Палестина
С середины 1970-х годов оказанием помощи ИРА занимались члены Армии освобождения Палестины, параллельно обучая повстанцев ИРА военному делу. В 1977 году партия оружия была отправлена палестинцами через Кипр и была перехвачена в Антверпене. В состав партии вошли 27 автоматов АК, 29 пистолетов-пулемётов, 7 гранатомётов РПГ-7, двух пулемётов BREN, множество гранат, патронов и взрывчатых веществ. По версии полиции, оружие поставляли из Ливана. Вскоре ирландцы стали отказываться от поставок оружия, опасаясь, что об этом узнает разведка Израиля.

### Республика Ирландия
Некоторую поддержку повстанцам оказывала Республика Ирландия на начальной стадии конфликта: в 1970 году ирландские националисты получили партию оружия от правительства, но большая часть образцов досталась «временному» крылу ИРА. Это были пистолеты калибром 9 мм и прилагавшиеся 180 тысяч патронов. Однако последующие события привели к тому, что и Республика Ирландия стала осуждать деятельность ИРА: по словам Тима Пэта Кугана, после того, как в Ирландии признали право на самоопределение Палестины, сотрудничество между ИРА и Армией освобождения Палестины сошло на нет.

### Континентальная Европа

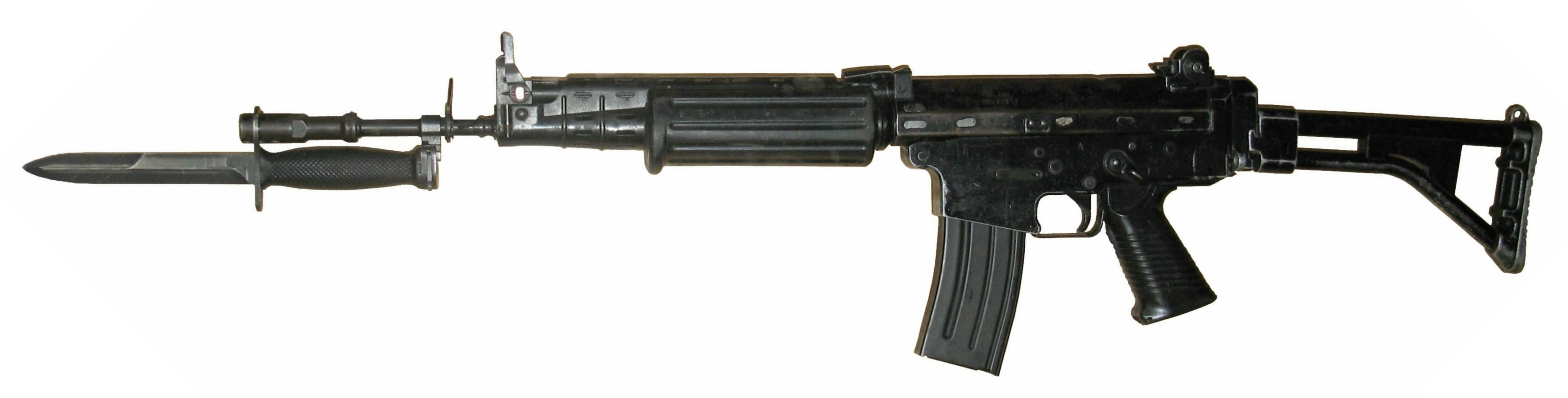
FN FNC

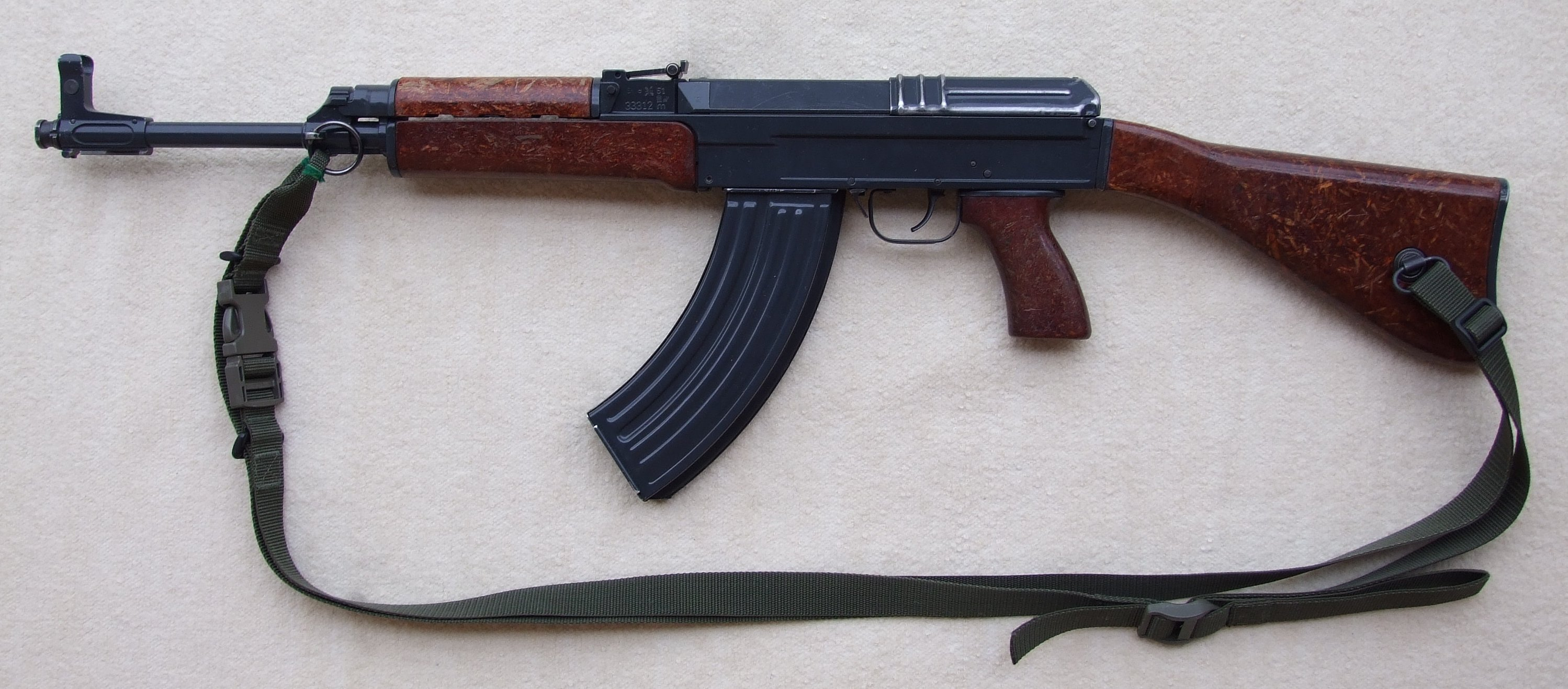
CZ SA Vz.58

В 1970 году баскские сепаратисты из ЭТА отправили 50 револьверов в Ирландию. С 1971 года оружие поставлялось из Чехословакии: за это отвечал Дати О'Коннелл, который закупал у чехословацкого предприятия Omnipol в Праге преимущественно автоматы SA vz.58 и даже гранатомёты РПГ-7. Первую такую партию изъяли в 1971 году в нидерландском аэропорту Схипхол, а спустя три года судно «Claudia» было задержано ирландской полицией, которая конфисковала партию автоматов SA vz.58, серию различных пистолетов, гранатомётов РПГ-7 и взрывчатки «Семтекс». По подозрению был арестован Джо Кэхилл, являвшийся посредником. Позднее О'Коннелл ввозил в 1980-е годы оружие из Бельгии и Нидерландов (в том числе автоматы FN FNC), и в 1986 году одна из таких партий была конфискована голландской полицией — 40 единиц оружия (в том числе 13 автоматов FN FAL, 2 гранаты, автомат АК-47), а также канистры с бензином и 70 тысяч патронов. Были арестованы четыре предполагаемых боевика. В том же году ирландской полицией были найдены 10 автоматов AG-3, которые были похищены двумя годами ранее с военной базы под норвежским Осло. В 1988 году 380 галлонов нитробензина были конфискованы ирландской полицией: груз, перевезённый из Нидерландов, был спрятан в фуре. В 1989 году боевик из Восточно-Тиронской бригады бежал в континентальную Европу, где закупил ПЗРК FIM-43 Redeye, пулемёты M60, автоматы M16, пистолеты пулемёты HK MP5 и 11 бронежилетов защиты класса III, но был арестован и выслан в США.
В мае 1996 года ФСБ Российской Федерации обвинила Кайтселийт — военизированную организацию Эстонии — в поставке оружия ирландским повстанцам и отправке туда наёмников, но эстонцы отвергли все обвинения. Позднее ходили слухи о поставке оружия «подлинному» крылу ИРА из Сербии и Хорватии.

#### Вопрос о поставке оружия из СССР
Генеральный секретарь Коммунистической партии Ирландии Майкл О’Риордан с 1969 года вёл переговоры с СССР о возможности поставок оружия Ирландской республиканской армии. В частности, в письме от 6 ноября 1969 года, отправленному на имя ЦК КПСС, он попросил рассмотреть возможность передачи ирландцам «2000 автоматов (7,62 мм) и 500 патронов к каждому; 150 ручных пулеметов (9 мм) и 1000 патронов к каждому» на случай обострения ситуации. В ЦК решили направить просьбу к КГБ СССР и Министерству обороны, отметив, что поставляемое оружие не должно быть произведено в СССР, чтобы не последовало обвинений в адрес СССР в поддержке терроризма.
В 1972 году О’Риордан приехал в Москву, продолжая уговаривать советское руководство. В своих дневниках Анатолий Черняев писал, что сотрудники КГБ объясняли О’Риордану невозможность поставки оружия по морю в связи с риском раскрытия маршрута. Однако председатель КГБ Юрий Андропов сообщил ЦК, что при необходимости может организовать передачу вооружения в рамках так называемой операции «Всплеск», сбрасывая рыболовный буй с грузом ночью в нейтральных водах на небольшую глубину с разведывательного корабля «Редуктор». В качестве оружия Андропов предлагал «трофейное немецкое оружие в количестве двух пулеметов, семидесяти автоматов и ста пистолетов „Вальтер“, обработанное смазкой западногерманского производства, и 41 600 патронов к нему», упакованные «в 14 пакетов, весом 81,5 кг каждый» (упаковку приобрели резидентуры КГБ за рубежом. Оружие могло поднять «рыболовецкое судно друзей» через два-три часа после отхода корабля «Редуктор».
О существовании плана операции стало известно в 1994 году после выхода автобиографии президента России Бориса Ельцина, однако сам Ельцин не знал, был ли вообще реализован этот план. В то же время бывший сотрудник КГБ Василий Митрохин, перебравшийся в 1992 году в Великобританию с несколькими томами документов КГБ, и историк MI5 Кристофер Эндрю утверждали, опираясь на переписку между сотрудниками КГБ СССР, что оружие поставлялось в Ирландию в рамках операции, однако использовалось преимущественно в разборках между «временным» и «официальным» крылами ИРА. По версии Джима Касака, в тайниках ИРА на случай обострения конфликта по всей Ирландии спрятаны несколько тысяч автоматов и пистолетов-пулемётов советского производства, которые прежде при этом не применялись повстанцами. Касак упоминал, что сведения о странах-производителях оружия были известны таким членам ирландского подполья, как Десси О’Хаган (умер в мае 2015 года) и Томас Макджолла (умер в феврале 2010 года).

### Другие страны
Среди стран, которым приписывается поставка оружия в Ирландию, упоминается КНДР.

## Конец поставок и разоружение
В 1990-х годах Южно-Арманская бригада Временной ИРА заполучила партию американских снайперских винтовок Barrett M82 и Barrett M90 и патроны типа .50 BMG к  ним. Из этих винтовок стреляли по британским солдатам два снайперских расчёта в Южном Арма. В 1997 году было совершено последнее убийство британского солдата в Северной Ирландии: Стивен Ресторик был застрелен из винтовки Barrett, а вскоре был арестован и снайпер Майкл Карахер: у него изъяли это оружие. Каналов поставки оружия у ирландцев становилось всё меньше и меньше. В июле 1999 года трёх человек — Энтони Смита, Конора Клакстона и Мартина Маллена — вместе с сообщницей Шобэн Браун арестовало ФБР, обвиняя их в незаконной торговле оружием: 44 пистолета были ими выкуплены во Флориде, из них 15 были доставлены в Великобританию и Ирландию. Позднее оказалось, что в Ирландию попало более 100 единиц оружия из рук трёх ирландцев. Обвинения в помощи террористам и покушениях на убийстве в итоге не были доказаны (ИРА отрицала причастность к этим людям), но всех осудили по менее серьёзным статьям.
Теракты 11 сентября и последующие заявления ирландских и американских политиков сыграли важную роль в ускорении разоружения ирландских республиканцев. В итоге в июле-сентябре 2005 года Временная ИРА провела разоружение. В рамках процесса разоружения утилизации подлежали:
- 1000 винтовок и автоматов;
- 2 тонны Семтекса;
- 20-30 пулемётов;
- 7 ПЗРК;
- 7 огнемётов;
- 1200 детонаторов;
- 11 гранатомётов;
- 90 пистолетов;
- более 100 гранат.

Независимая международная комиссия по разоружению, возглавляемая генералом Джоном де Честелейном, следила за процессом разоружения при поддержке правительств Великобритании и Ирландии. Данные об оружии, как выяснилось, британцам позднее передавал и сам Каддафи, но сведения об этом разведка получила только в 1995 году. Де Честелейн, увидев весь список оружия, заметил, что некоторые образцы уцелевшего оружия ИРА являются настолько старыми, что из них наверняка стреляли во Вторую мировую войну: ему предстал даже пулемёт BREN предвоенного производства. 26 сентября 2005 комиссия составила отчёт и заявила, что всё оружие было успешно утилизовано — все члены комиссии лично наблюдали за процессом. Премьер-министр Ирландии Берти Ахерн подтвердил, что процесс прошёл без нарушений.
Несмотря на заключение, разведка Великобритании MI5 и полиция Северной Ирландии заявили, что ирландцы скрыли от комиссии какие-то образцы оружия: несколько комиссий, в числе которых была Независимая комиссия по мониторингу, подтвердили это, основываясь на наблюдениях за полувоенными формированиями. Более того, комиссия заявила, что ИРА тайно передала гражданским оружие, чтобы скрыть реальный масштаб своего арсенала и подготовить своеобразный резерв на случай обострения конфликта.